# Cortinarius callochrous
Cortinarius callochrous și Cortinarius calochrous (Christian Hendrik Persoon, 1801 ex Samuel Frederick Gray, 1821) din încrengătura Basidiomycota, în familia Cortinariaceae și de genul Cortinarius este o ciupercă necomestibilă destul de rară, fiind un simbiont micoriza (formează micorize pe rădăcinile arborilor). Un nume popular nu este cunoscut. În România, Basarabia și Bucovina de Nord trăiește pe sol calcaros de la câmpie la munte, solitar sau în grupuri, în păduri de foioase și în cele mixte, sub fagi și stejari. Timpul apariției este din (iulie) august până în noiembrie.

## Taxonomie

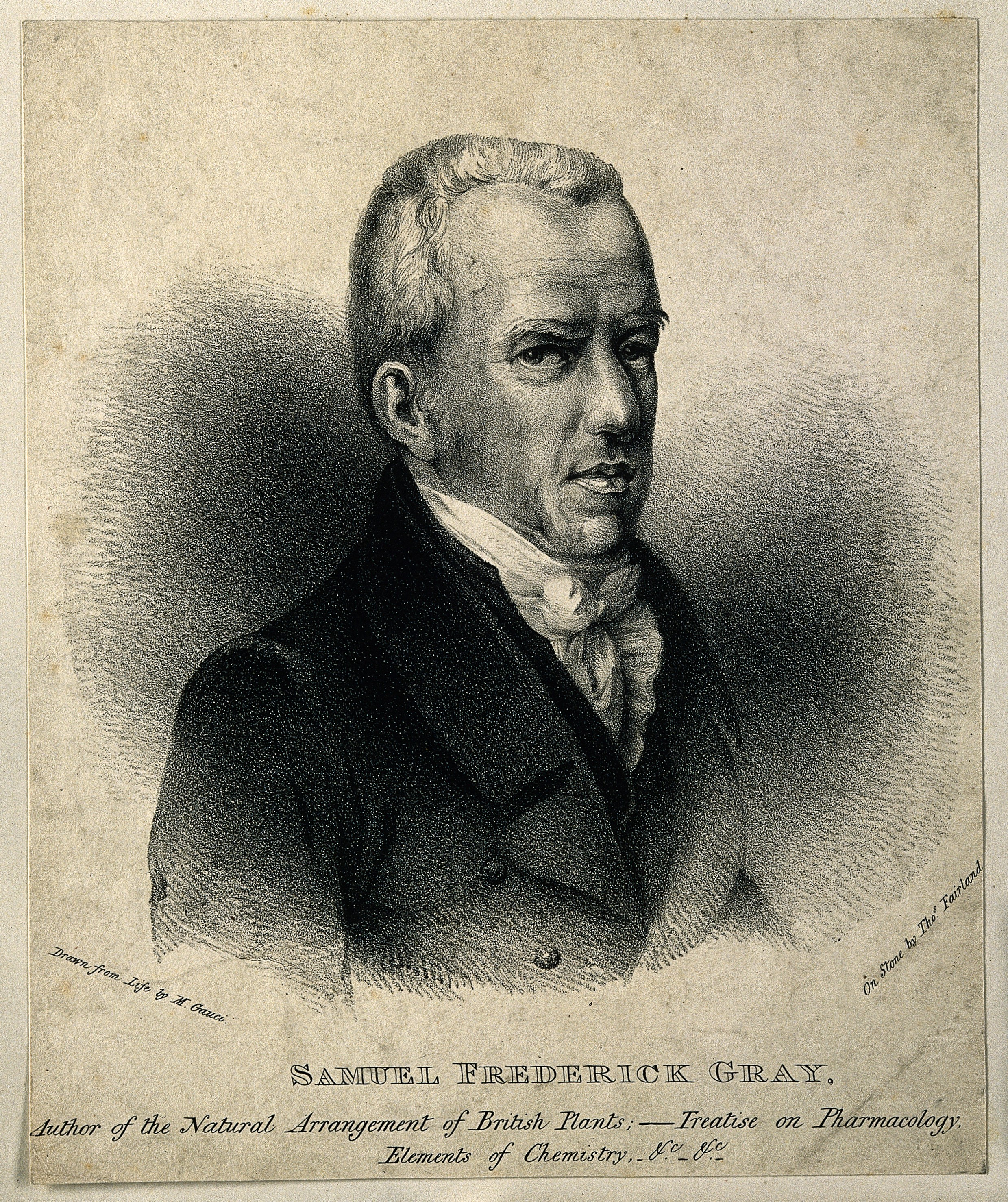
Samuel F. Gray

Numele binomial Agaricus callochrous a fost determinat de renumitul savant bur Christian Hendrik Persoon în volumul 2 al lucrării sale Synopsis methodica Fungorum din 1801.
Apoi, în 1821, cunoscutul micolog englez Samuel Frederick Gray a transferat specia la genul  Cortinarius sub denumirea Cortinaria callochroa, de verificat în volumul 1 al operei sale A natural arrangement of British plants din 1821. Acest taxon este, după ce a fost adaptat la genul masculin, valabil până în prezent (2022).
Sinonim obligatoriu este Phlegmacium calochroum al botanistului german Friedrich Otto Wünsche din 1877,  bazând pe descrierea lui Persoon.
În 2006, micologii danezi Tobias Guldberg Frøslev, Thomas Stjernegaard Jeppesen și Tor Erik Brandrud au determinat o nouă specie, anume Cortinarius piceae în secția Calochroi al subgenului, înlocuind astfel variația Cortinarius callochrous var. Cortinarius coniferarum.
În 2022, micologii finlandezi Tuula Niskanen și Kare Liimatainen  au propagat mutarea speciei la genul Calonarius, creat de ei, sub termenul Calonarius calochrous.
Toate celelalte încercări de redenumire sunt acceptate drept sinonime.
Epitetul specific este derivat din cuvântul compus de limba greacă veche (greacă veche καλλό-χρους= bine, frumos - de culoarea sulfului), datorită aspectului cuticulei. Wikipedia oferă doar imagini de exemplare mai închise.

## Descriere

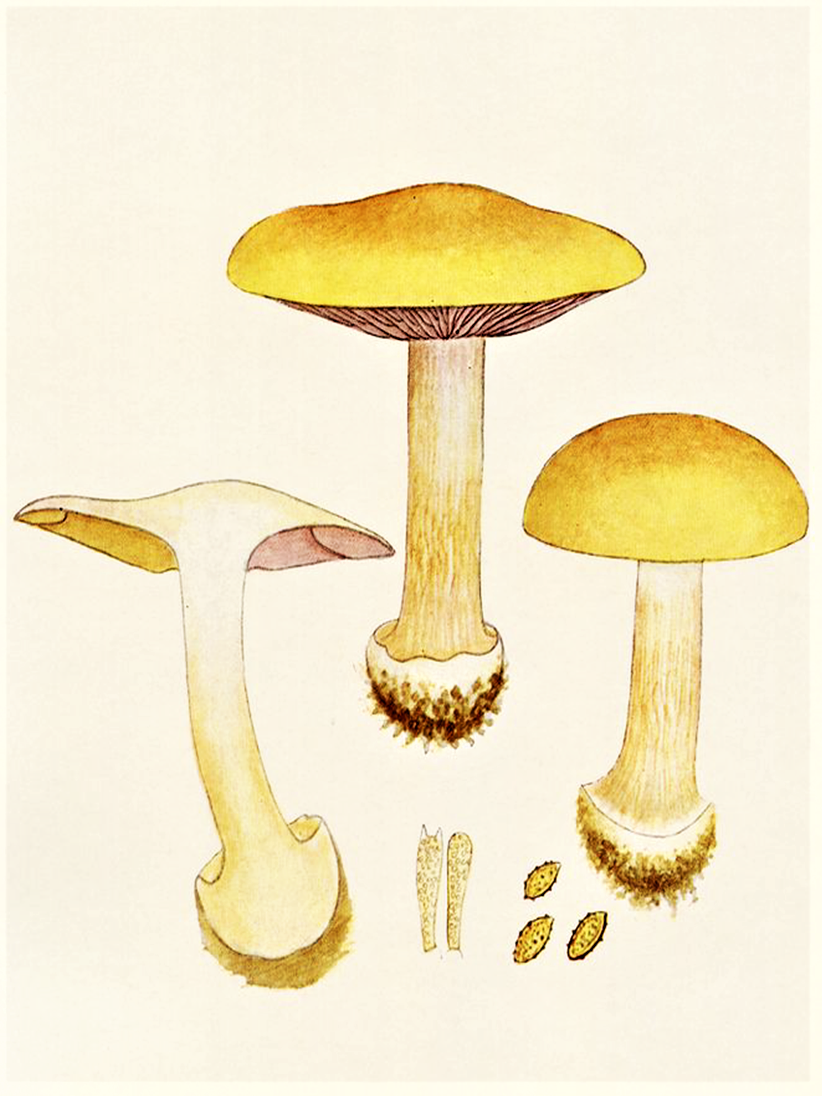
Bres.: Cortinarius calochrous

- Pălăria: destul de moale și groasă (până la 1,1 cm în apex) are un diametru de 3-8 (11) cm, este la început aproape emisferică cu marginea răsucită înspre interior (mai târziu dreaptă), devenind în scurt timp convexă, la bătrânețe foarte rar neregulat îndoită, dar neaplatizând. Cuticula este netedă, în tinerețe și la umezeală unsuroasă, de altfel uscată. Zona între marginea pălăriei și picior este acoperită la început de un văl în formă de o cortină formată din fibre foarte fine ca păienjeniș, la început alb-gălbuie care devine repede ruginie. Coloritul puțin licărind este, datorită variațiilor, diferit; el poate fi: alb-gălbui, galben strălucitor, galben de sulf, galben-maroniu, ocru-brun sau gri-brun, în centru ceva mai închis.
- Lamelele: aglomerate sunt subțiri cu lameluțe intercalate de lungime diferită, profund bombat aderate la picior, fiind învăluite la început de sus menționata cortină. Coloritul inițial frumos violaceu până la violet de ametist deseori cu o nuanță roz-purpurie, se estompeaza apoi până la violet pal, devenind în sfârșit apos maro-ruginiu sau gri-brun murdar. Muchiile sterile de aceiași culoare sunt dințate sau crenate.
- Piciorul: cu o înălțime de 4-7,5 (9) cm și o grosime de 1,2-1,5 cm (bulbul la bază 2,5-3 cm) este destul de puternic, compact, cilindric la bază cu un bulb bordurat tăios, numai rar înclinat, uneori învelit la margine de resturi ale vălului și plin pe dinăuntru. Suprafața mătăsos-fibroasă este de un colorit alb-gălbui până ocru-brun, uneori cu o tentă violacee spre vârf, spre jos mai închis. Nu prezintă un inel.
- Carnea: destul de groasă și moale este albicioasă, uneori cu nuanțe slabe gălbuie, dar niciodată intens galbenă ca speciile mortale ale genului. Nu se decolorează după tăiere. Mirosul este nesemnificativ, maximal ceva pământos până puțin dulcișor și gustul blând, ocazional cu un postgust puțin amar.[3][4]
- Caracteristici microscopice: are spori ocru-gălbui în formă de migdale cu capete îngust rotunjite, aproape ascuțite, punctați închis, fin verucoși, cu o mărime de 10-12 x 6-7 microni, pulberea lor fiind ruginie. Basidiile translucide cu un conținut granulos, cilindrice până slab clavate cu 4 sterigme fiecare au o dimensiune de 25 (28)-33 (35) x 7 (8)-8 (9,5) microni. Cheilocistidele (elemente sterile situate pe muchia lamelor)hialine,  sub-heteromorfe în formă de măciucă, parțial și cilindrice, măsoară 25-35 x 15-20 microni, prestând cu 6-10 µm. Pleurocistidele (elemente sterile situate în himenul de pe fețele lamelor) regulare cu hife de 8-16 (19) µm grosime prezintă o pigmentație plasmatică slab albăstruie. Hifele cortinei,  groase de 3-4 µm, poartă cleme. Pileocistidele (elemente sterile de pe suprafața pălăriei) gelatinoase, și ele cu cleme, au hife parțial cu un conținut granulos, parțial cu un pigment galben de lămâie.[11][12]
- Reacții chimice: cuticula se decolorează cu hidroxid de potasiu de 40% sau cu Hidroxid de sodiu sângeriu până brun-roșiatic, dar în timpul uscării coloritul se schimbă în galben-ruginiu, carnea devine ocazional roz, marginea bulbului ocru-brun până brun de argilă, iar partea de jos a lui palid maroniu. Sporii se decolorează cu hidroxid de potasiu galben.[12][13]

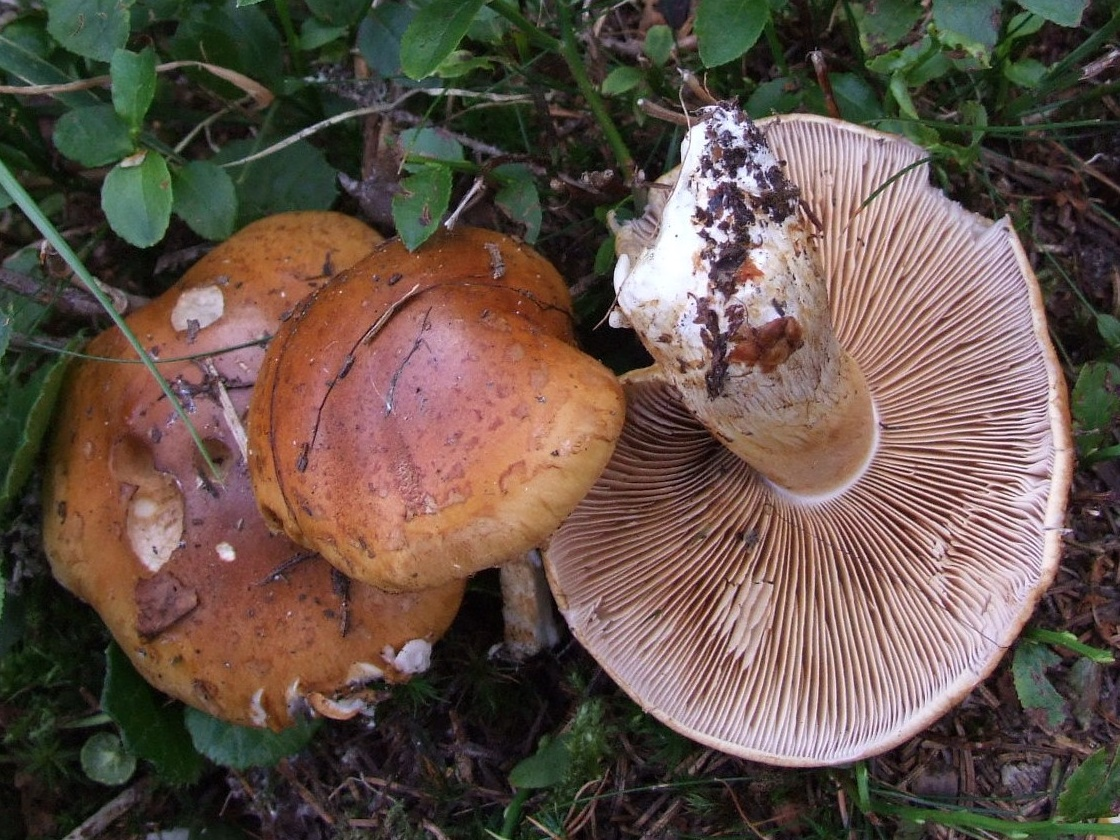
C. callochrous: pălărie, lamele și picior

## Confuzii
Specia poate fi confundată de exemplu cu Cortinarius albertii (necomestibil), Cortinarius allutus, (comestibil, miros de miere, gust blând), Cortinarius claricolor (comestibil), Cortinarius crassus (comestibil), Cortinarius dibaphus (necomestibil), Cortinarius dionysae (necomestibil), Cortinarius elegantior, (comestibil), Cortinarius insignibulbus (necomestibil), Cortinarius largus (necomestibil), Cortinarius malachius (necomestibil), Cortinarius meinhardii sin. Cortinarius vitellinus (poate fi chiar letal, cuticulă uscată, miros dezgustător pământos, gust blând, carne galbenă), Cortinarius mussivus sin. Cortinarius russeoides (necomestibil), Cortinarius odorifer (comestibil, cu un miros de anason), Cortinarius purpurascens (comestibil), Cortinarius rufo-olivaceus (necomestibil), Cortinarius scaurus (necomestibil) sau Cortinarius subgracilis (necomestibil).

## Specii de ciuperci asemănătoare în imagini

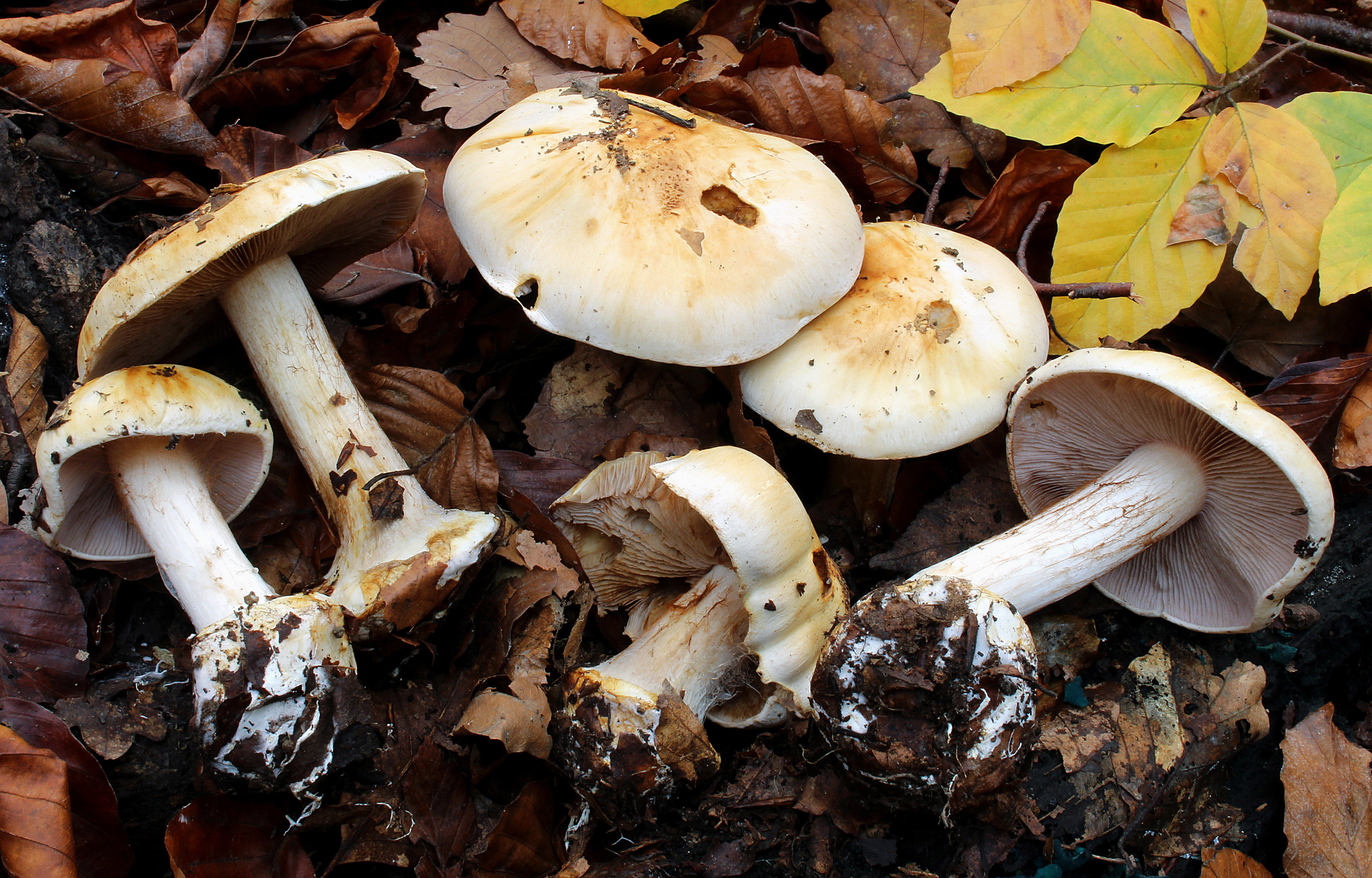
!Cortinarius albertii!
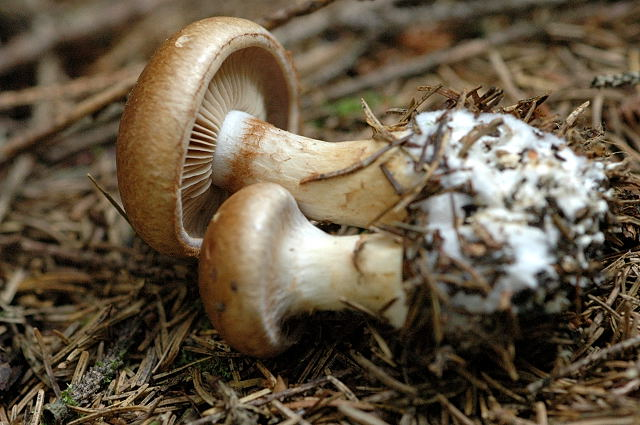
Cortinarius allutus
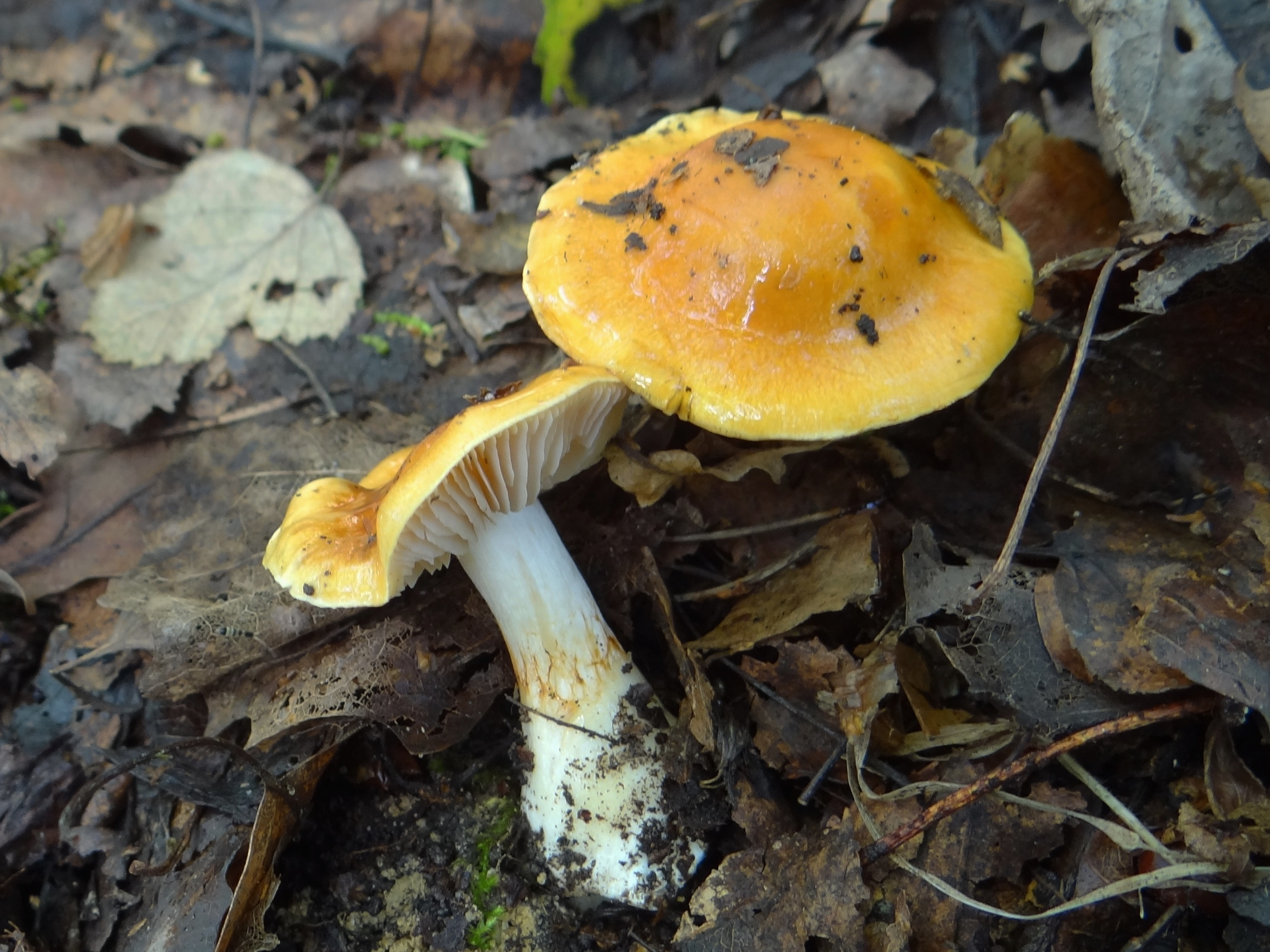
Cortinarius claricolor
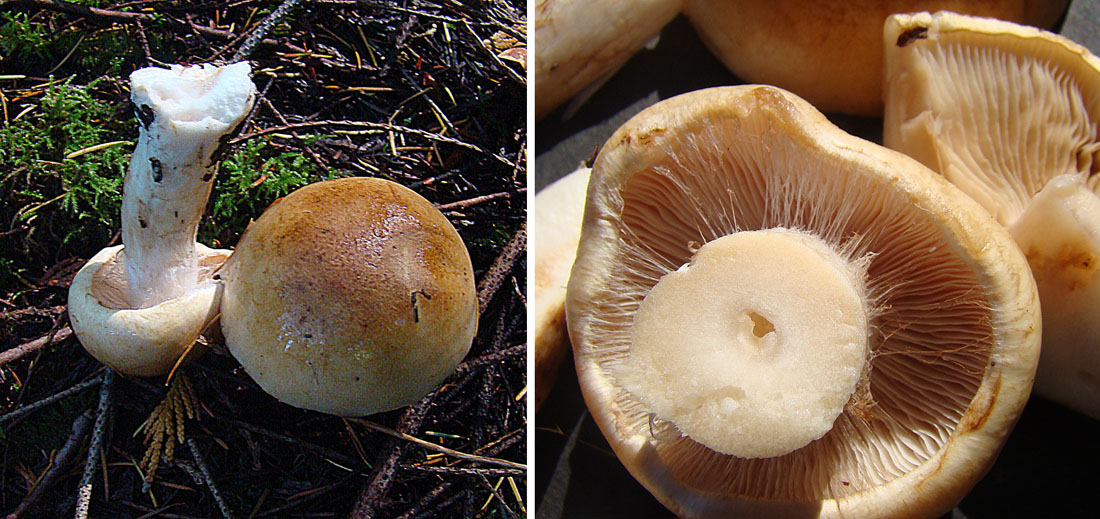
Cortinarius crassus
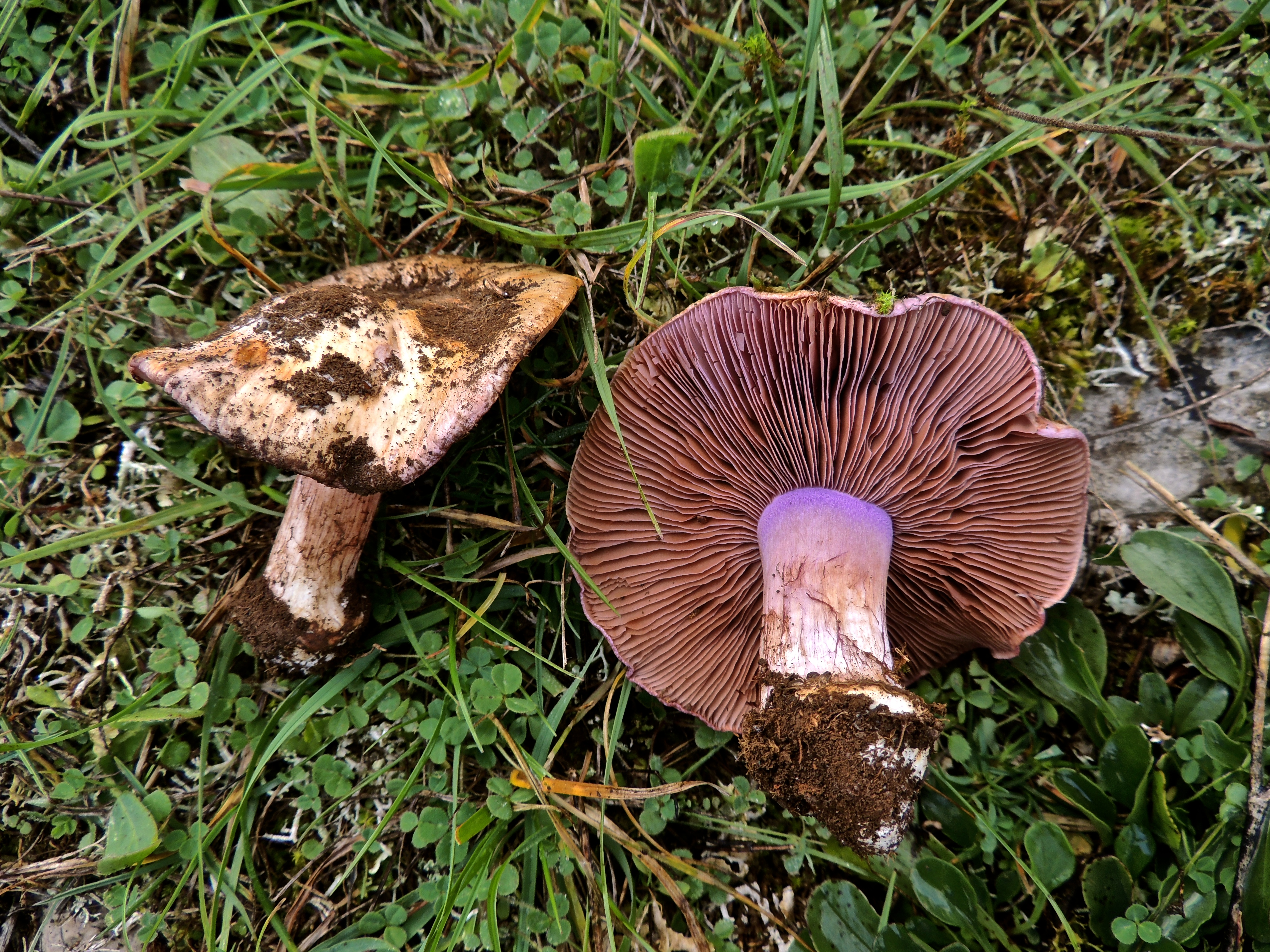
!Cortinarius dibaphus!
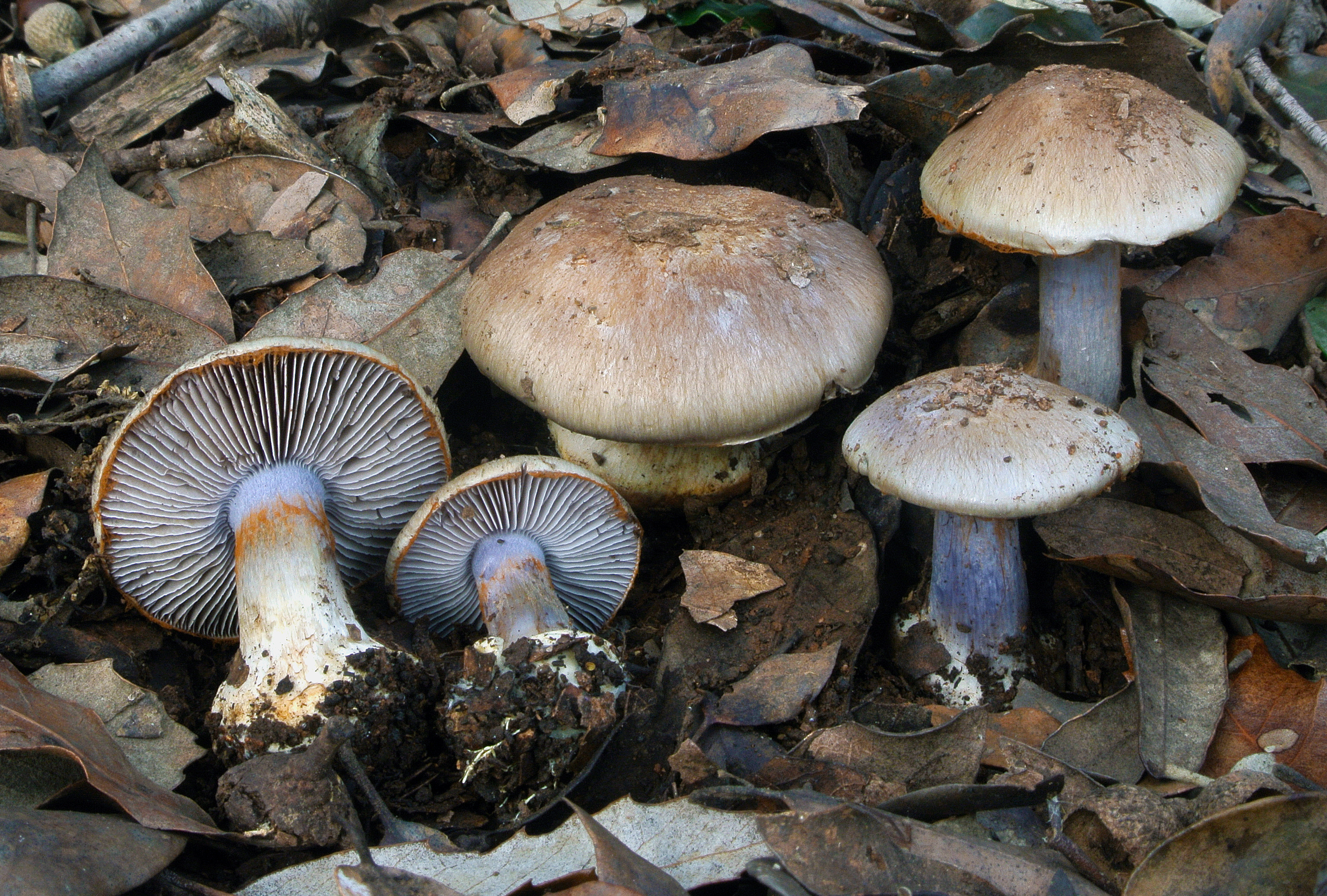
!Cortinarius dionysae!

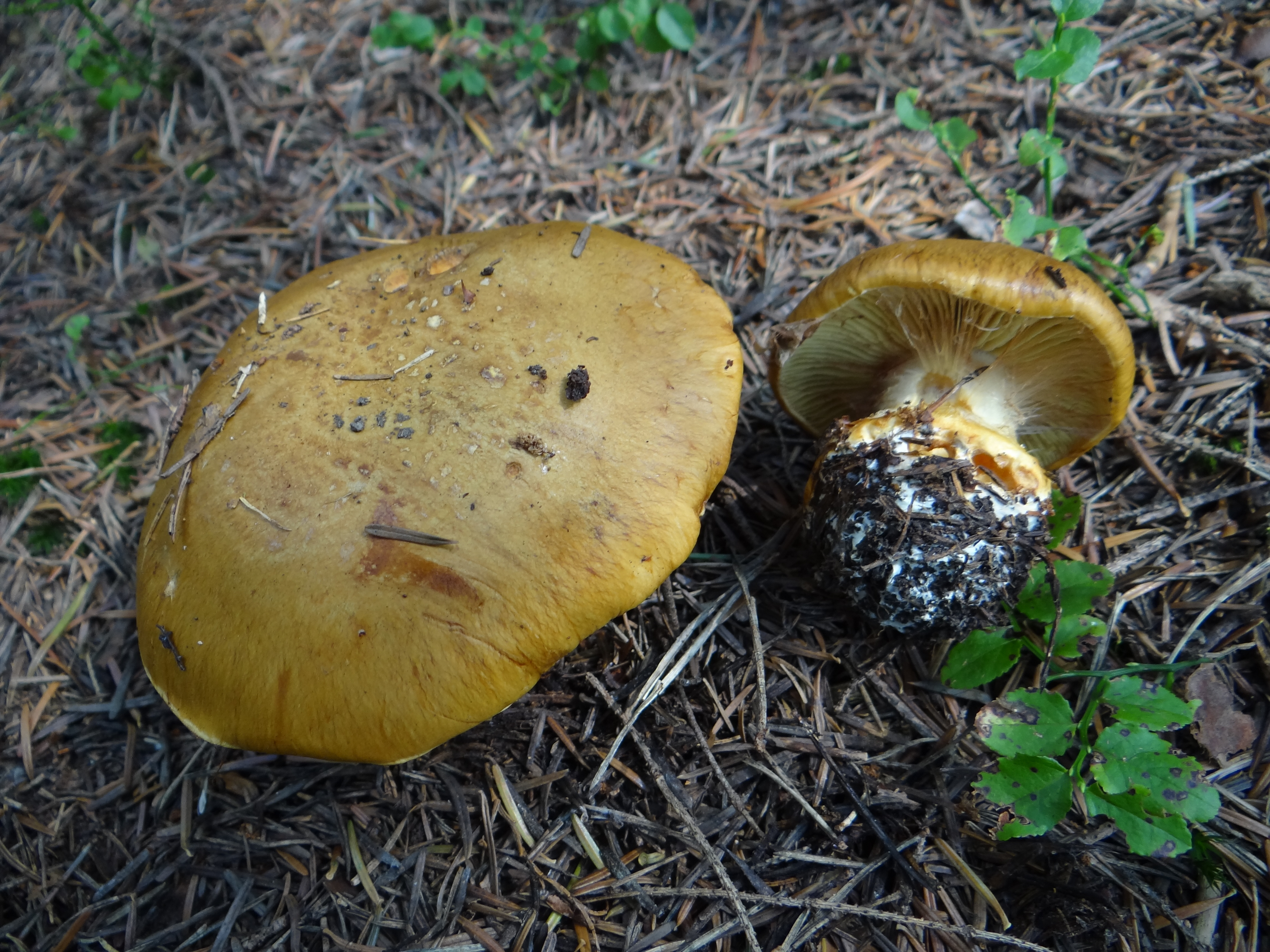
Cortinarius elegantior
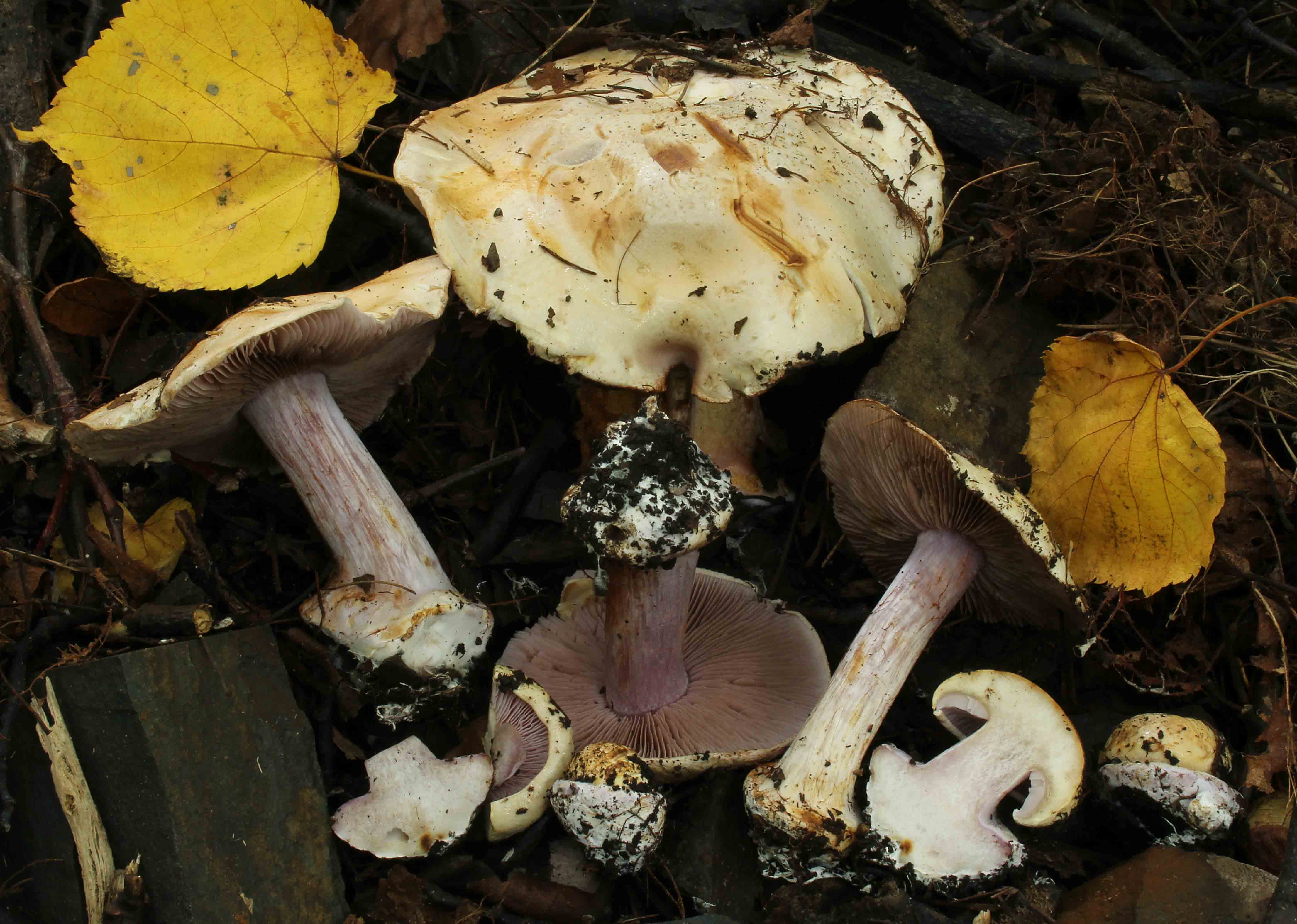
!Cortinarius insignibulbus!
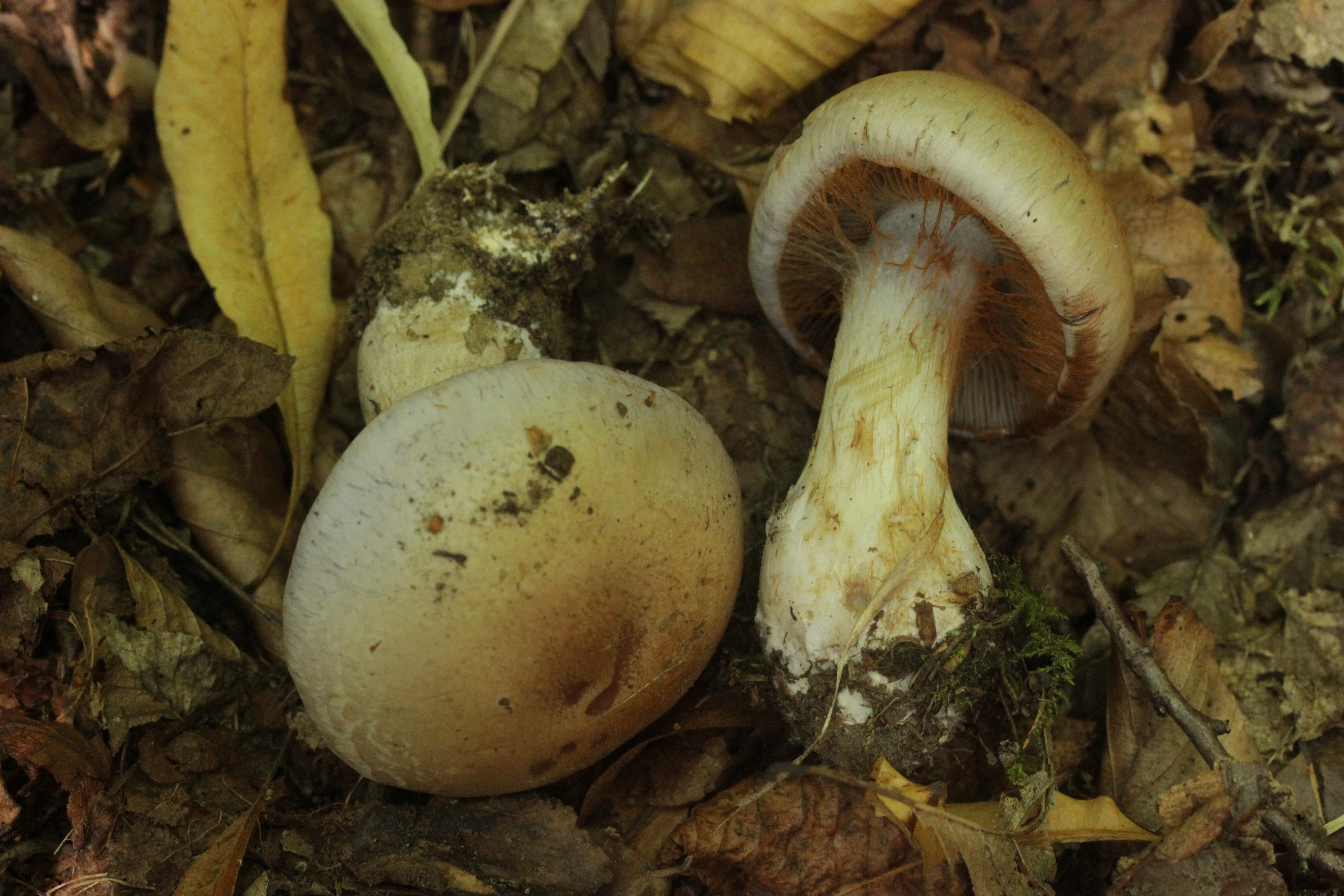
!Cortinarius largus!
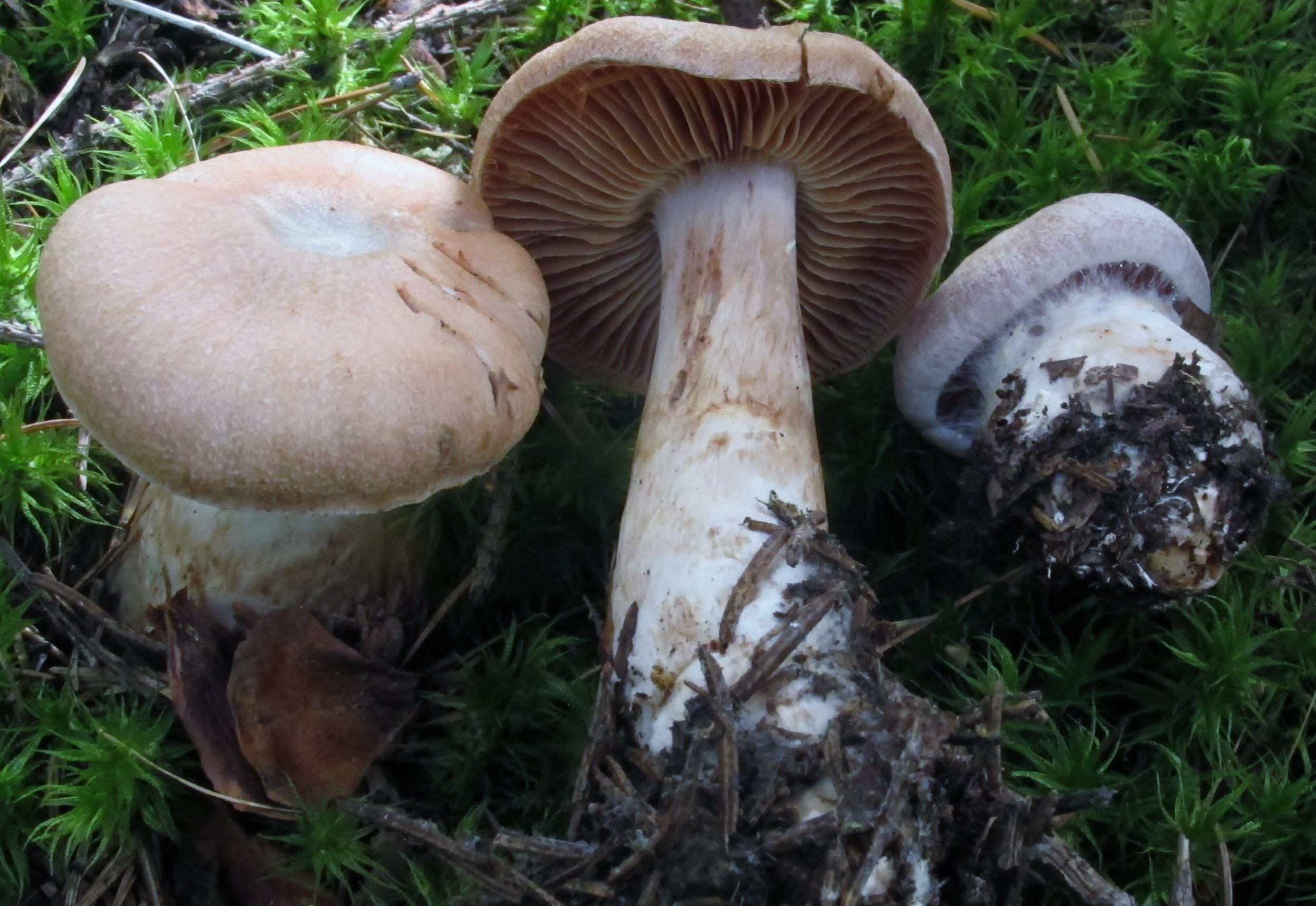
!Cortinarius malachius!
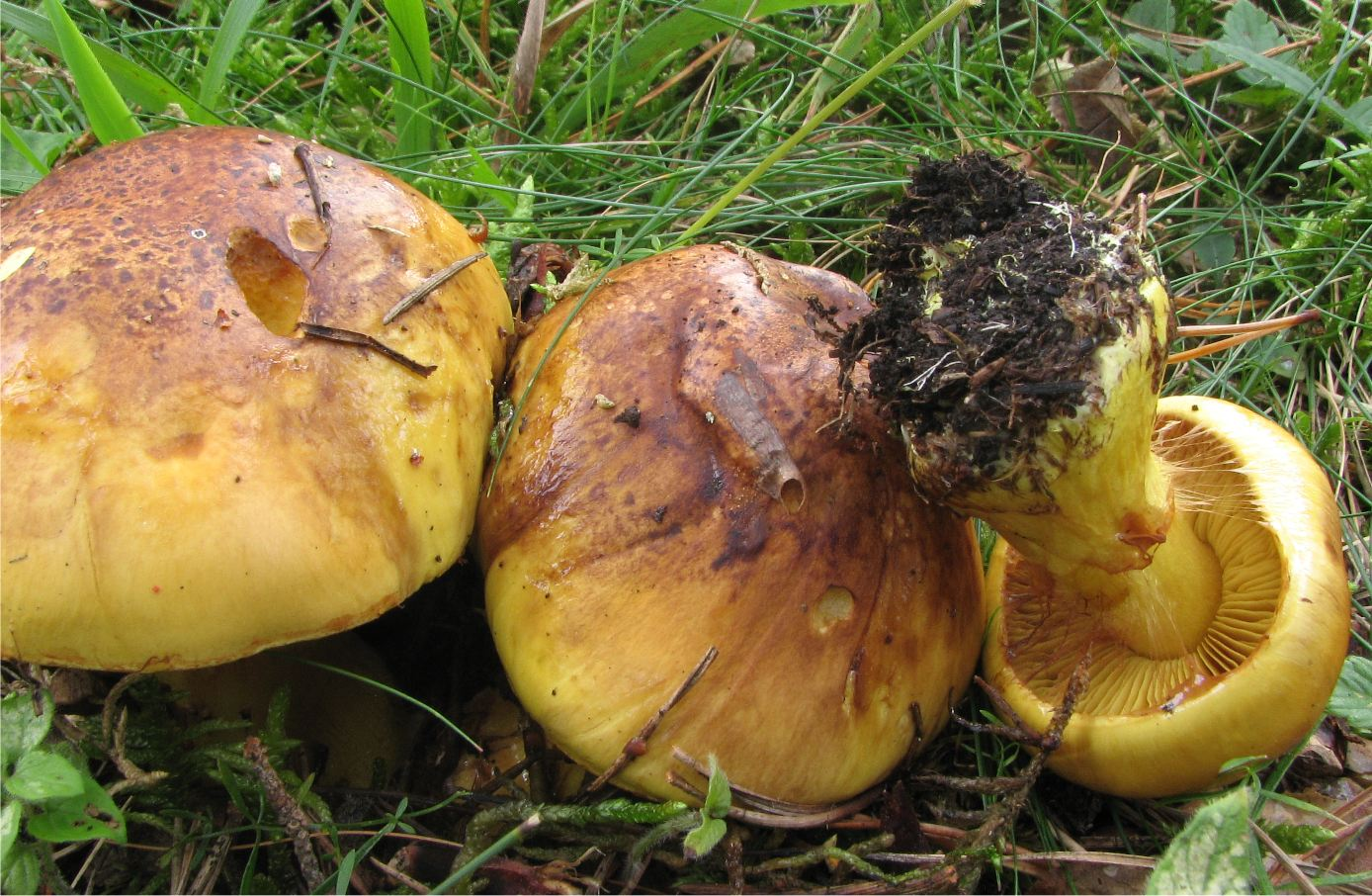
!!!Cortinarius meinhardii sin. Cortinarius vitellinus!!!

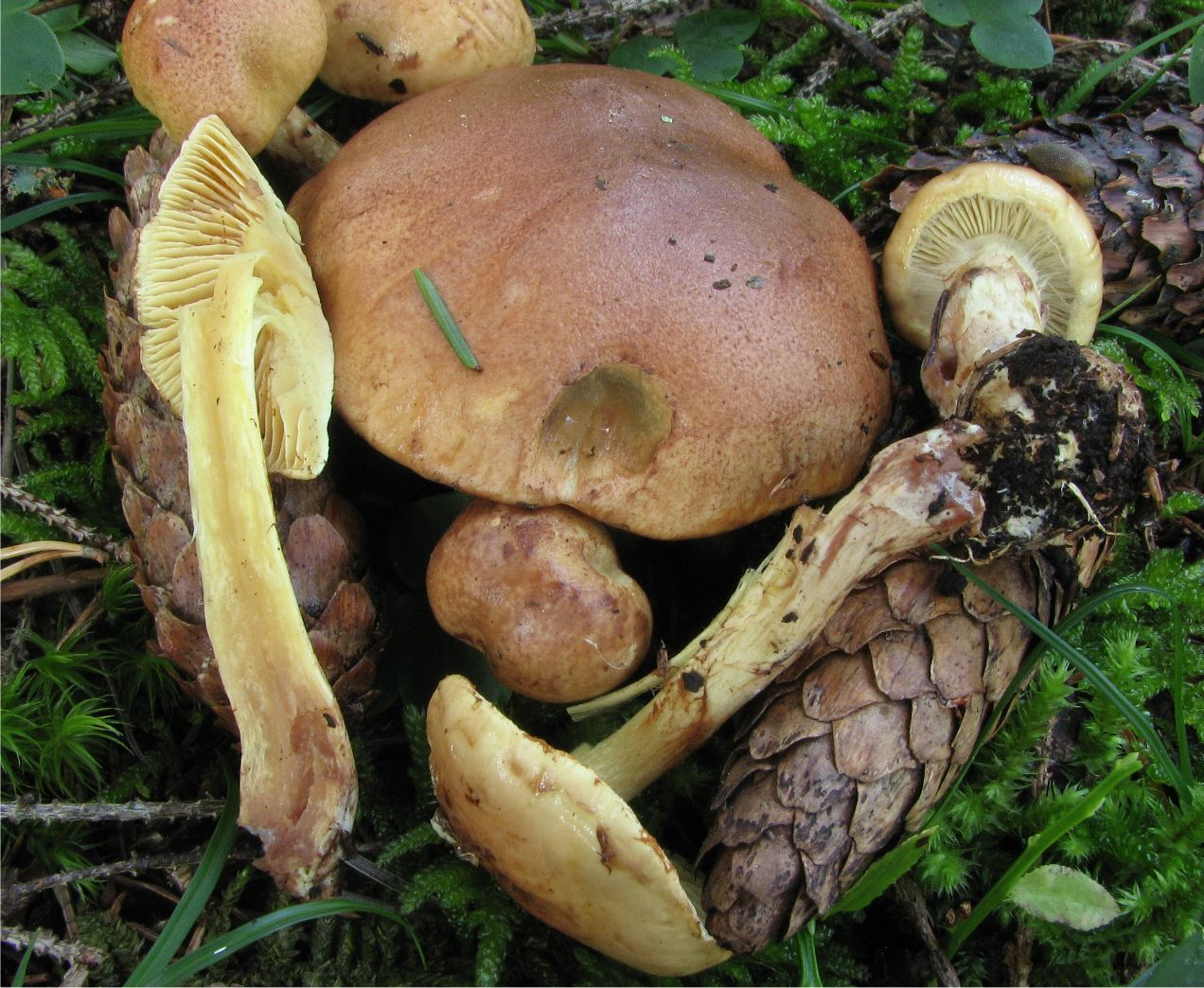
!Cortinarius mussivus!
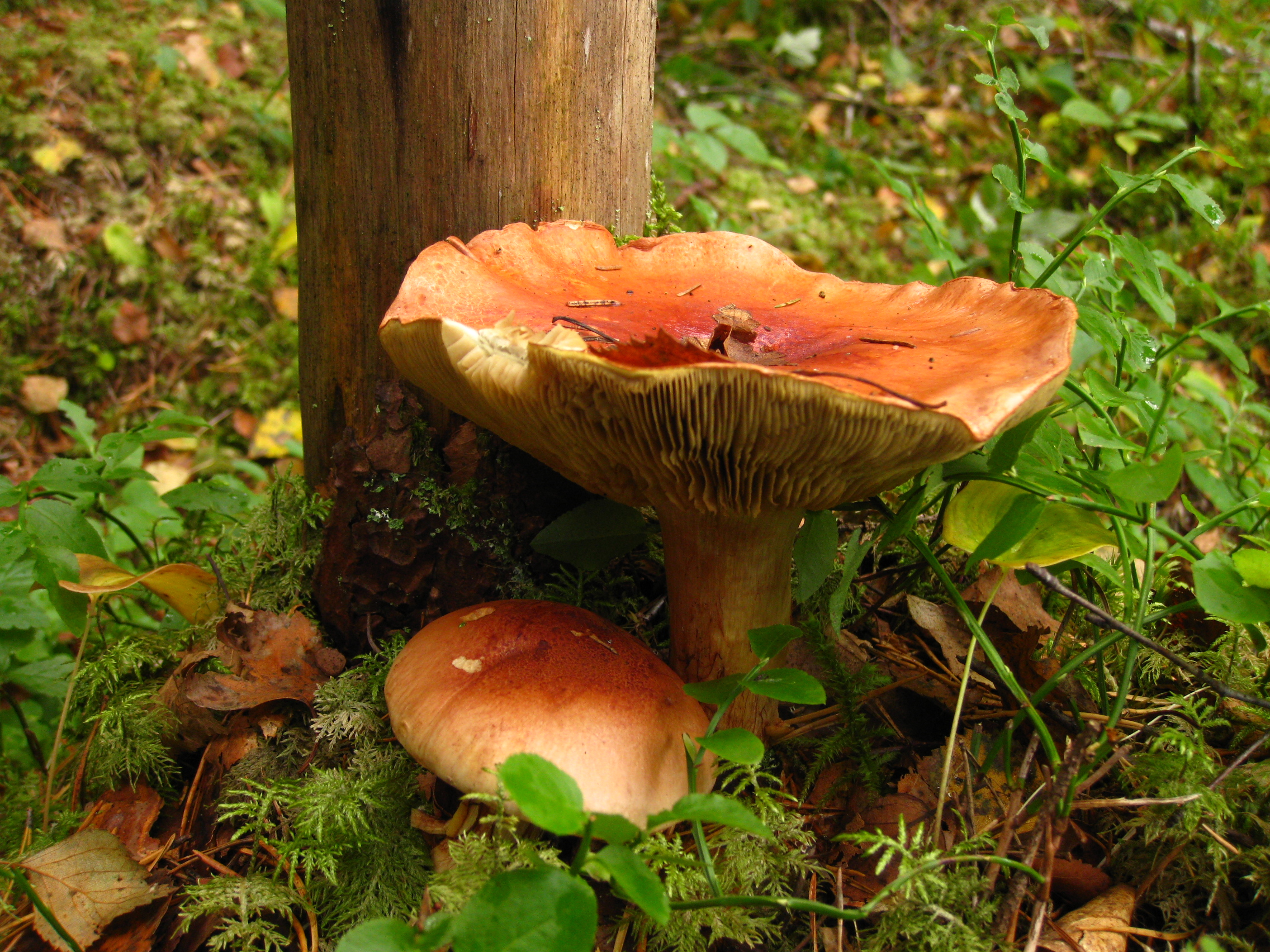
Cortinarius odorifer
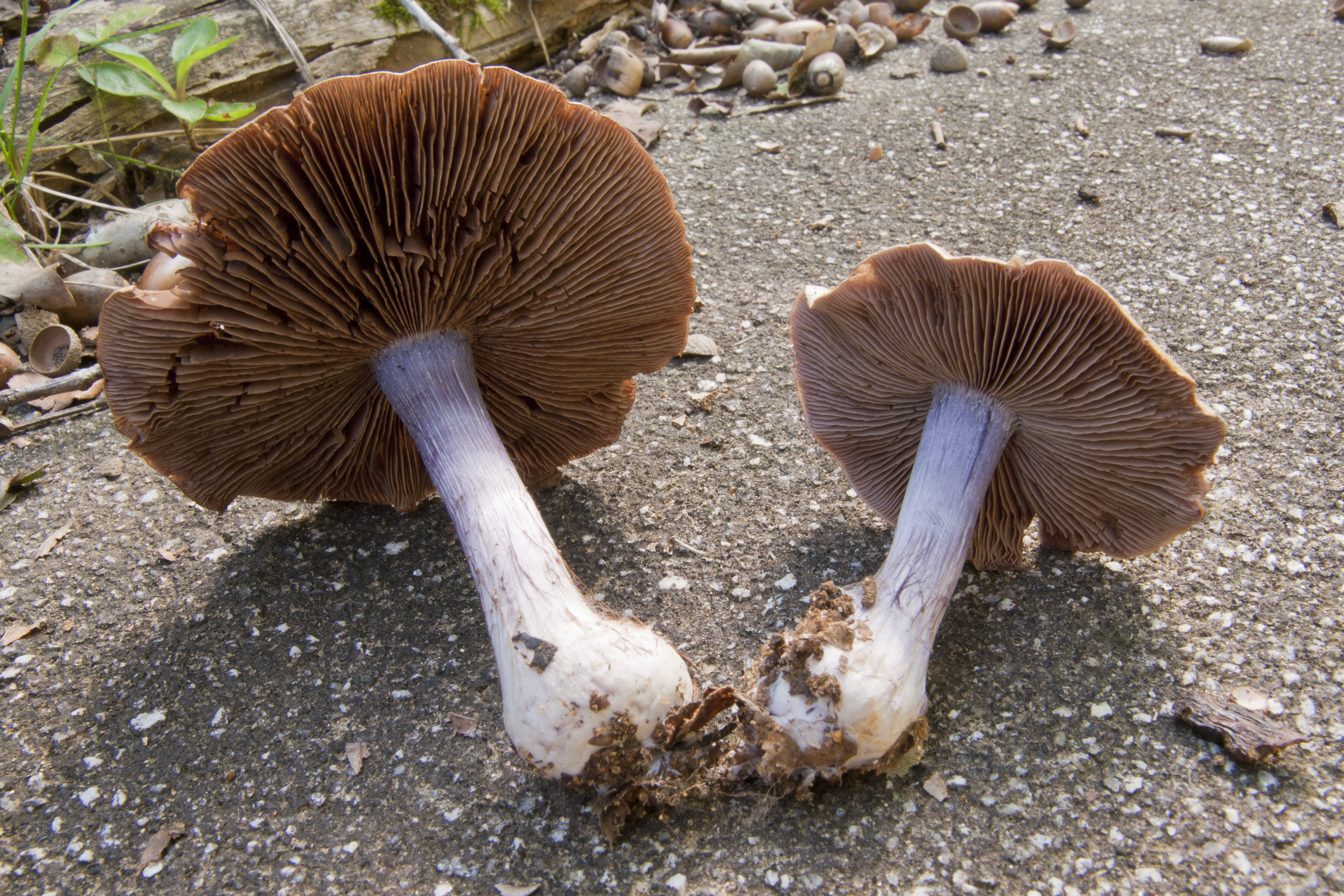
Cortinarius purpurascens
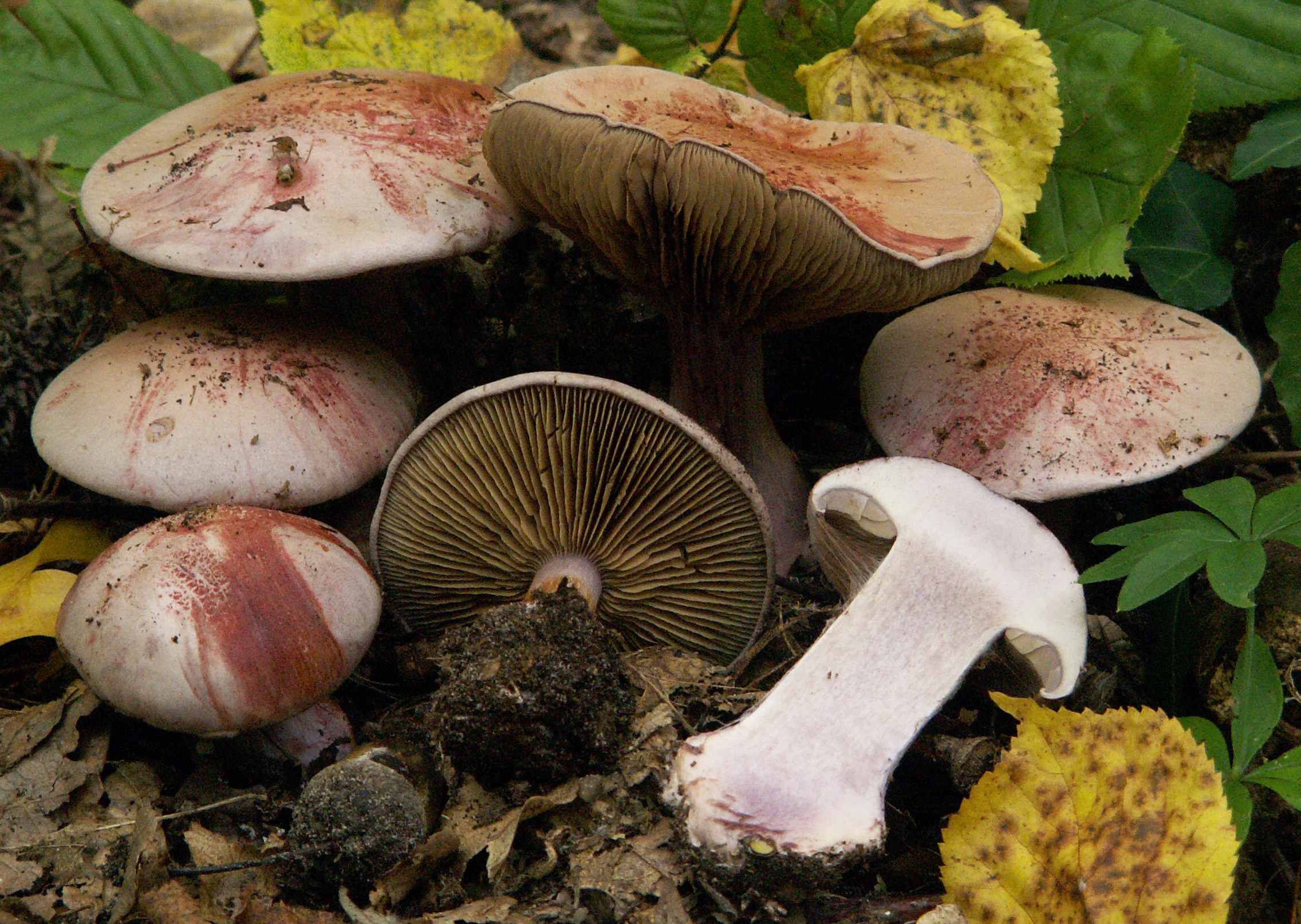
!Cortinarius rufo-olivaceus!
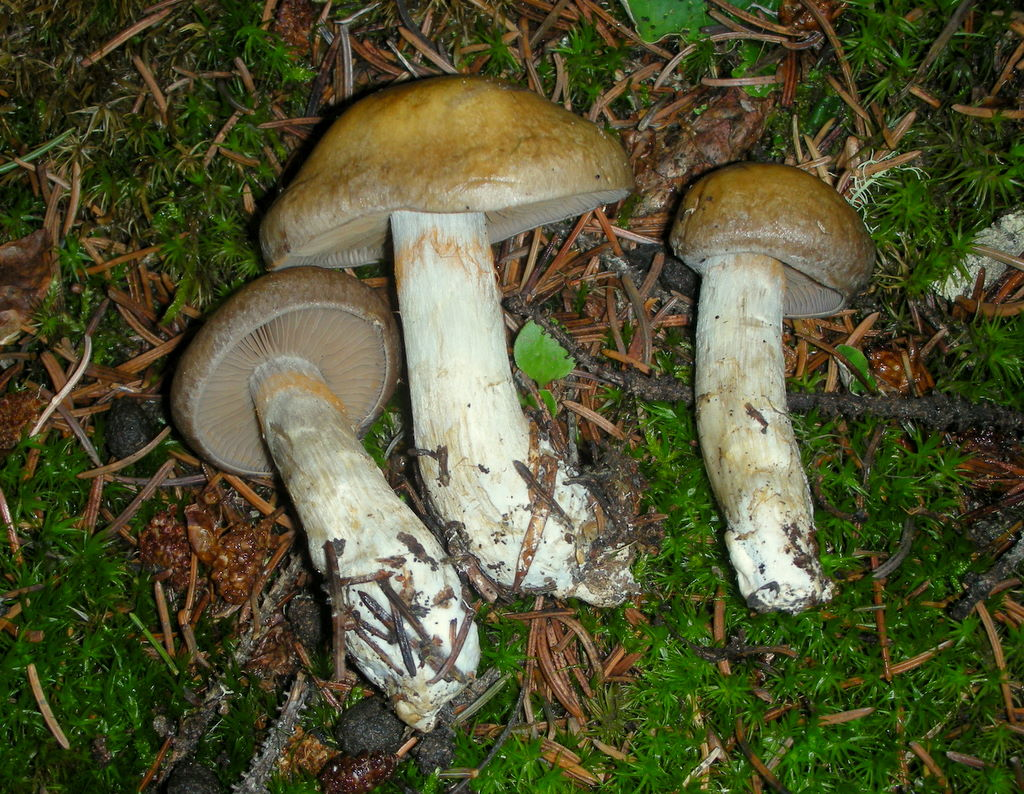
!Cortinarius scaurus!
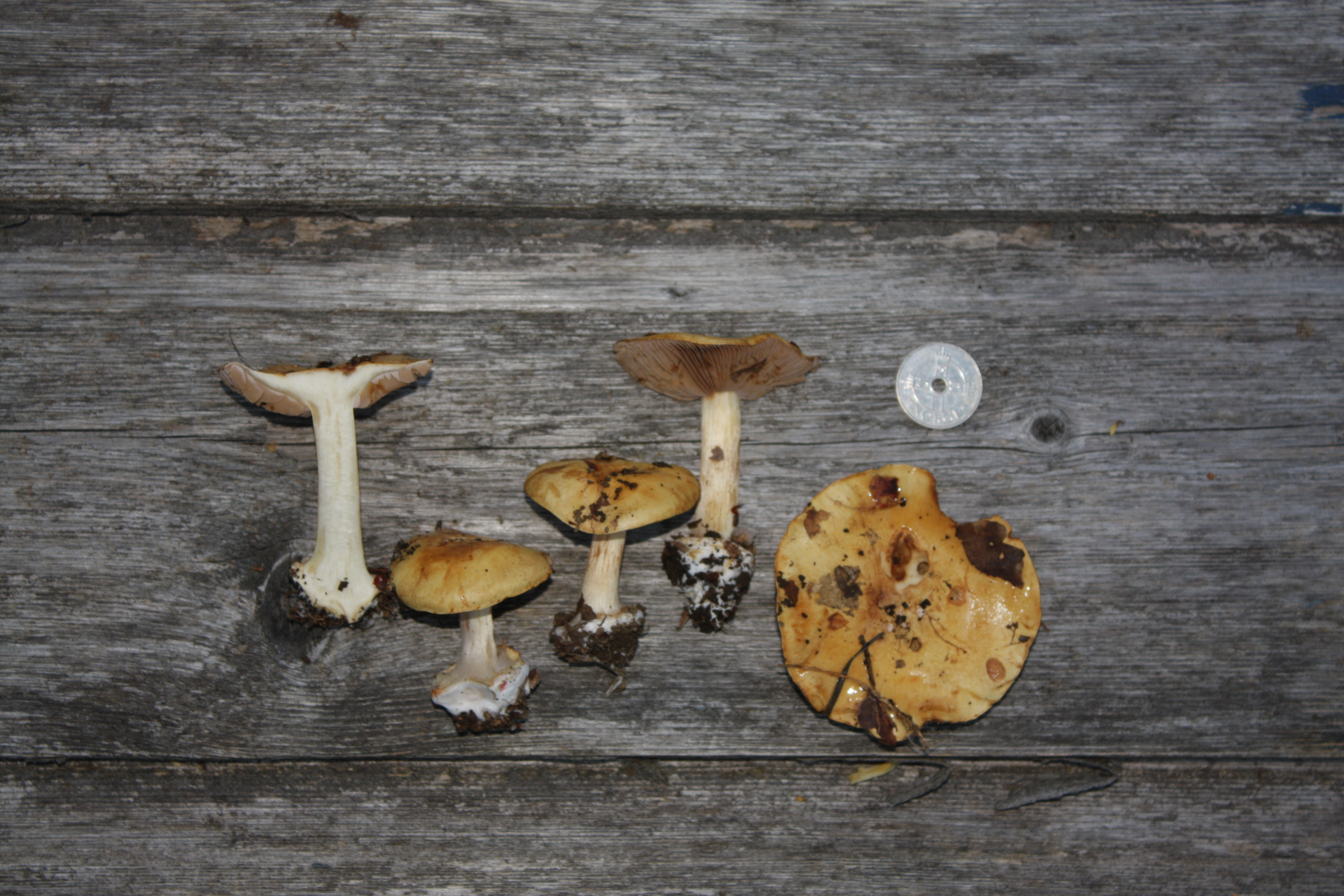
!Cortinarius subgracilis!

## Valorificare
Nu numai că  Cortinarius callochrous are un gust blând până slab amar și un miros mai mult sau mai puțin nesemnificativ, singur datorită rarității lui, ar trebui protejat. În plus, unele referiri la reacții de intoleranță după consumul acestei specii pot fi găsite în literatură. Important! Carnea nu trebuie să fie niciodată intens galbenă: atunci este posibil riscul de confuzie cu specii letale din acest gen.